# فراس السيد
فراس السيد ، (1981 - 2015) لاعب كمال أجسام سوري محترف.

## بداياته
بدأ هاوياً في حمص بلده الأصلي، وسافر إلى إيطاليا وعاش فيها بعض الوقت، ثم انتقل إلى دبي حيث استقر.

## مشاركاته التنافسية
- 2000: البطولة العربية التابعة لاتحاد (IFBB) - المركز الأول.
- 2000: بطولة العالم التابعة لاتحاد (IFBB) للناشئين - المركز الثالث.
- 2002: بطولة العالم للهواة التابعة لاتحاد (IFBB) - المركز الخامس في الوزن الثقيل.
- 2006: بطولة لودوس ماكسيموس في إيطاليا - المركز الأول.
- 2007: بطولة البحر الأبيض المتوسط التابعة لاتحاد (IFBB) - المركز الثاني.
- 2009: جران بريكس ون واي فتنس التابعة لاتحاد (IFBB) - المركز الأول في الوزن فوق الثقيل وفي جميع الأوزان.
- 2009: بطولة إيطاليا التابعة لاتحاد (IFBB) - المركز الأول في الوزن فوق الثقيل وفي جميع الأوزان.
- 2010: بطولة نوتي دي كامبيوني التابعة لاتحاد (IFBB) - المركز الأول في وزن فوق الـ90 كغم.
- 2010: بطولة جران بريكس دو توري الثامنة عشرة التابعة لاتحاد (IFBB) - المركز الأول في الوزن فوق الثقيل وفي جميع الأوزان.
- 2010: بطولة العالم للهواة التابعة لاتحاد (IFBB) - المركز الأول في جميع الأوزان.
- 2011: بطولة أولمبيا للهواة التابعة لاتحاد (IFBB) - المركزالثاني في الوزن فوق الثقيل.
- 2011: بطولة أرنولد الكلاسيكية للهواة في أوروبا التابعة لاتحاد (IFBB) - المركز الأول في الوزن فوق الثقيل وفي جميع الأوزان.
- 2011: بطولة جراند بريكس دو توري التاسعة عشرة التابعة لاتحاد () - المركز الأول في الوزن فوق الثقيل وفي جميع الأوزان.
- 2012: بطولة فيبو باور برو - المركز الخامس.
- 2012: بطولة سيد أوروبا للمحترفين - المركز الرابع.
- 2012: بطولة أرنولد الكلاسيكية للهواة في أوروبا التابعة لاتحاد (IFBB) - المركز العاشر.
- 2015: بطولة ولاية كاليفورنيا للمحترفين التابعة لاتحاد (IFBB) - المركز الثاني.

## مشاركته في الثورة السورية 2011
شارك في الثورة واعتقل وعذب، وقاد نشاطات معادية للنظام مع أخيه عصام الذي استشهد قبله عام 2013 ، في إحدى المقابلات قال إن جسده كان قوياً كفاية لتحمل التعذيب لكن نفسيته لم تحتمل الإذلال مطلقاً وهو ما جعله يفر من سوريا ويعيش في الخارج. ومن الجدير بالذكر أن فراس السيد كان أحد المجندين في الجيش العربي السوري قبل الثورة.

## احترافه
شارك في مسابقات كمال الأجسام الاحترافية عام 2009، ونال بطاقة الاتحاد الدولي (IFBB) عام 2011 إثر فوزه بالمركز الأول لبطولة أرنولد الكلاسيكية للهواة في أوروبا.

## وفاته
خلطت بعض المواقع الإلكترونية بين وفاة فراس ومقتل أخيه عصام على يد قوات النظام السوري في 4/7/2013 في حمص، لكن فراس السيد حقيقة توفي إثر حادث دراجة نارية بتاريخ 6/6/2015م في دبي.

## الأرشيف الفيلمي
- ما لا يخبر به في سوريا (Syria Untold)، وثائقي، 2014.

## انظر ايضا
- صبحي سعدو
- مازن قضماني
- فهد النجار

## وصلات خارجية
- ملف فراس السيد على فليكس أون لاين